# 上田七本槍
上田七本槍（羅馬字：Uedashichihontari）是對七名於慶長五年（1600年）上田合戰（德川秀忠進攻真田昌幸上田城的行動）中活躍德川氏家臣的呼稱，此戰也是關原之戰的前哨戰。實際上這七人是在違反軍令的情況下突擊，在德川方敗北後，為了誇張戰果而被表揚。

## 上田七本槍
- 中山照守
- 小野忠明（御子神典膳）
- 辻久吉
- 鎮目惟明
- 戶田光正（光政、戶田重利、半平）
- 齋藤信吉（久右衛門）
- 朝倉宣正

還有持著長槍再以弓箭射倒敵人的大田甚四郎吉正一同與此7人被讚揚。